# Koncentrační tábor Sonnenburg

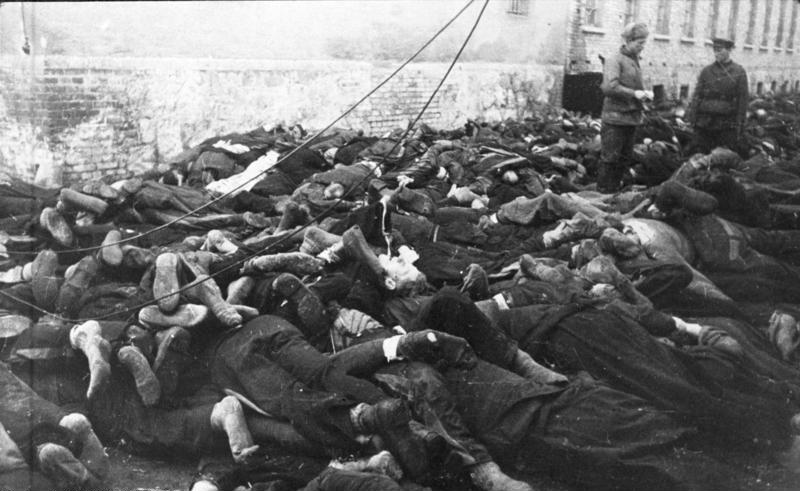
Zavražděné oběti koncentračního tábora Sonnenburg po jeho osvobození příslušníky Rudé armády (1945)

Koncentrační tábor Sonnenburg byl německý koncentrační tábor na území Polska u někdejšího Sonnenburgu (po druhé světové válce město Słońsk). Tábor byl v provozu v letech 1933-1934 a 1939-1945.
Tábor nechvalně proslul extrémními hygienickými podmínkami již od svého uvedení do provozu.

## Historie
Koncentrační tábor byl v Sonnenburgu založen ve zrušeném pruském vězení s kapacitou 941 osob na návrh ministerstva vnitra svobodného Pruska. Tristní hygienické podmínky byly důvodem pro uzavření věznice v roce 1930, ministerstvo ji však pro koncentrační tábor shledalo jako vhodnou. Poprvé jako tábor fungovala v letech 1933-1934 a následně po vypuknutí druhé světové války až do jejího konce (1939-1945). Po celou dobu fungování tábora v něm vládly otřesné hygienické podmínky, které byly spolu se sadistickým chováním dozorců SA a později SS nejčastější příčinou úmrtí vězňů. V táboře bylo přes jeho kapacitu namačkáno i více než 1000 vězňů, mnoho cel bylo v podzemí. Tábor byl osvobozen sovětskými jednotkami v roce 1945.

## Známí vězni
- Gerhard Kratzat
- Jean-Baptiste Lebas
- Hans Litten
- Erich Mühsam
- Carl von Ossietzky
- René Lefebvre
- Eugène Greau

## Galerie

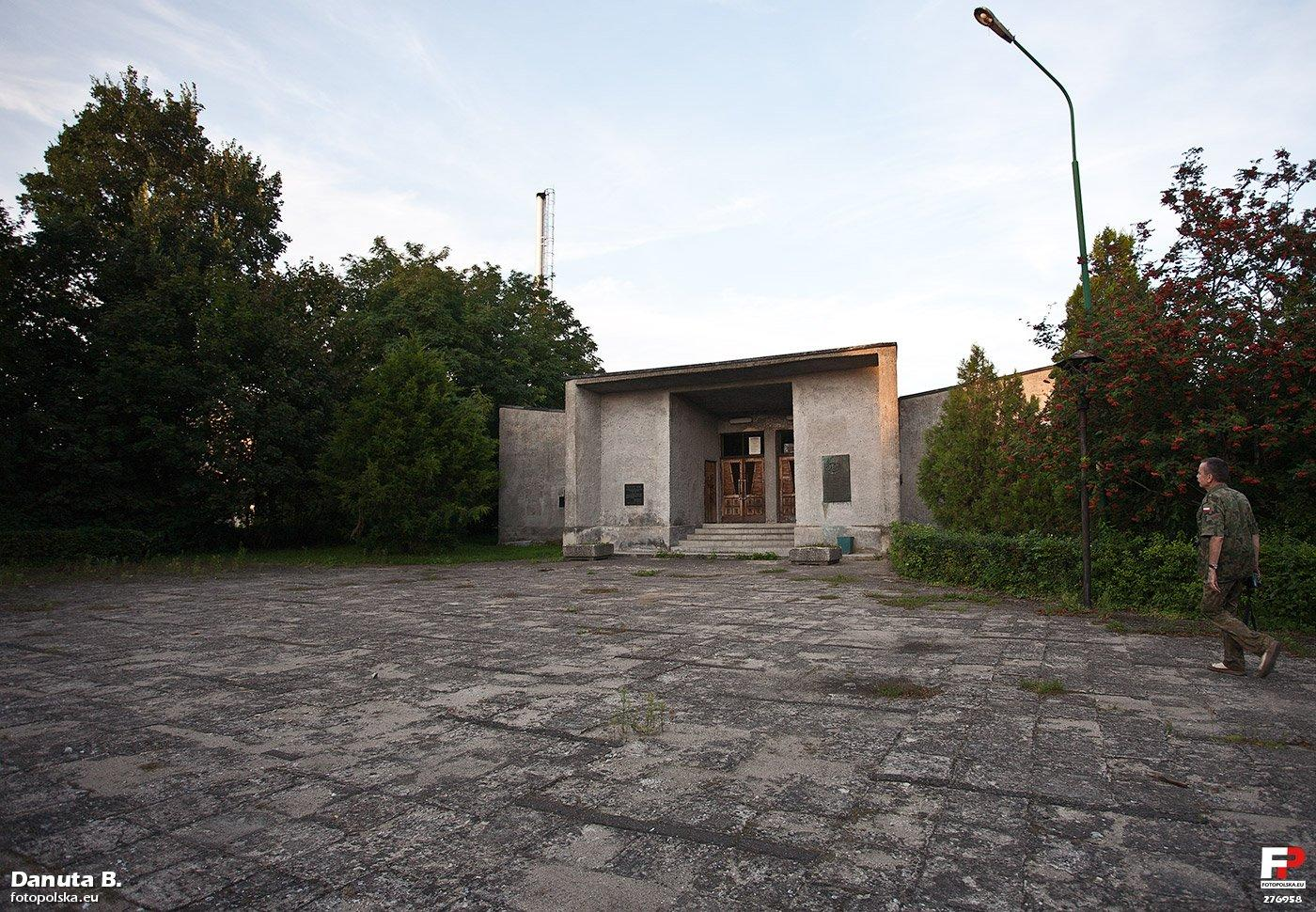
Památník a muzeum věnované obětem sonnenburského tábora ve Słońsku
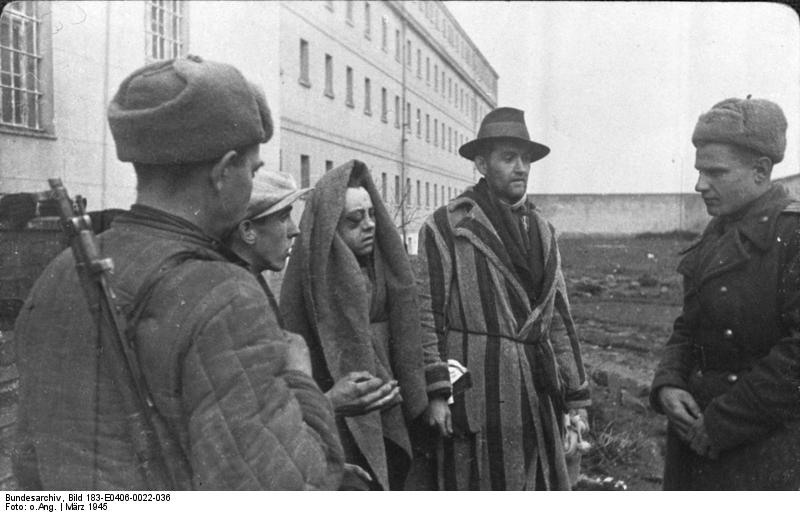
Na frontě před Küstrinem, březen 1945. Před příchodem Rudé armády zavraždili fašisté ve věznici v Sonnenburgu 8 000 vězňů. Dva přeživší, kteří se vrhli na zem při hromadné střelbě a hráli mrtvé, vyvázli z masakru živí, reportují rudoarmějcům